# Conde de Essex
O título de Conde de Essex, no Pariato da Inglaterra, foi criado pela primeira vez no século XII pelo rei Estevão de Inglaterra. O título foi recriado oito vezes desde o seu início original, começando com um novo primeiro Conde a cada nova criação. Os condes de Essex mais conhecidos foram Thomas Cromwell (c. 1485 - 1540) (sesta criação), chefe de ministro do rei Henrique VIII, e Robert Devereux, 2.º Conde de Essex (1565-1601) (oitava criação), um favorito da rainha Elizabeth I que liderou a Rebelião do Conde de Esxe em 1601, também serviu como Conde Marechal no reinado da rainha Elizabeth I.
O atual titular é Paul Capell, 11º Conde de Essex (nascido em 1944), um professor aposentado natural de Caton, Lancashire . 
A residência da família era Cassiobury House, perto de Watford, Hertfordshire .

## Primeiras criações

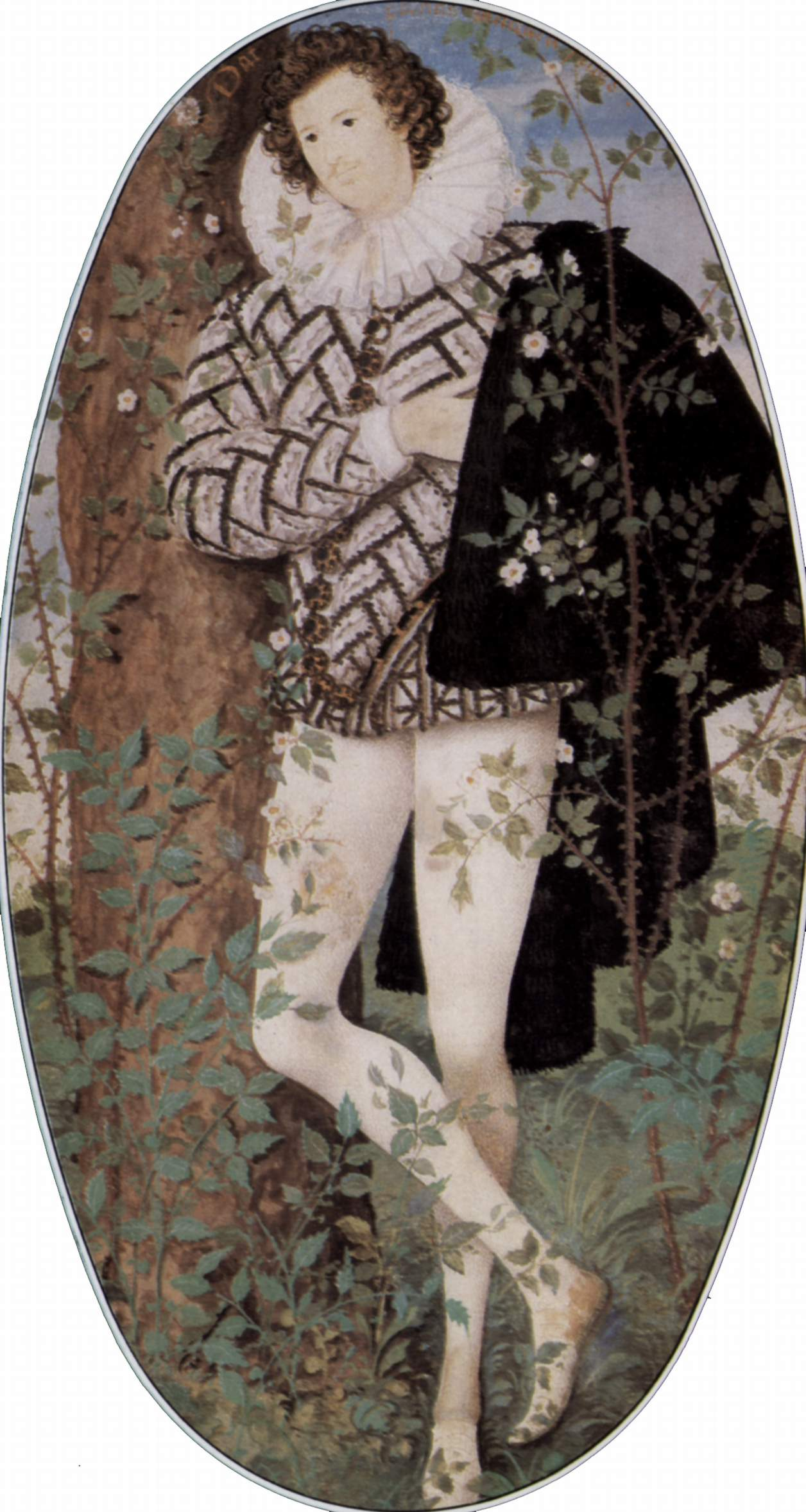
Uma pintura em miniatura de Robert Devereux, 2º Conde de Essex, de Nicholas Hilliard, c. 1588

O título foi criado pela primeira vez no século 12 para Geoffrey de Mandeville, 1.º Conde de Essex (falecido em 1144).  Após a morte do 3.º Conde em 1189, o título ficou adormecido. Geoffrey Fitz Peter, que se casou com Beatrice de Say, neta da irmã do 1.º Conde e eventual herdeira da honra de Mandeville, ganhou o condado em 1199 em sua segunda criação pelo rei João . O título de Conde de Essex passou para dois dos filhos de FitzPeter antes de ser extinto novamente com a morte do segundo filho, William, o 3.º Conde de Essex, que adotou o sobrenome de Mandeville. 
A terceira criação foi para Humphrey de Bohun, 2.º Conde de Hereford em 1239, cujo pai Henrique se casou com Maud, irmã do 6.º conde. Todos os três condados de Hereford, Northampton e Essex foram extintos em 1373. Houve várias outras criações, incluindo uma brevemente para Thomas Cromwell, antes da criação de Devereux em 1572. Walter Devereux foi o 1.º conde desta criação; ele era parente da família Bourchier que já havia recebido a honra. Esta linhagem continuou até seu filho Robert Devereux, 2º Conde de Essex (1566–1601) um favorito da Rainha Elizabeth I e seu filho Robert Devereux, 3º Conde de Essex, o general que comandou o exército parlamentar na Batalha de Edge Hill, o primeira grande batalha da Guerra Civil Inglesa (para mais detalhes sobre a história da família Devereux, consulte o Visconde Hereford ). Após a sua extinção em Setembro de 1646, a actual criação foi feita em 1661.

## Lista dos Condes de Essex

### Condes de Essex, primeira criação (c. 1139)
- Geoffrey de Mandeville, 1.º conde de Essex (falecido em 1144)
- Geoffrey de Mandeville, 2.º Conde de Essex (falecido em 1166)
- William de Mandeville, 3.º Conde de Essex (falecido em 1189) (extinto)

### Condes de Essex, segunda criação (1199)
- Geoffrey Fitzpeter, 1.º conde de Essex (falecido em 1213)
- </img> Geoffrey FitzGeoffrey de Mandeville, 2.º Conde de Essex (falecido em 1216)
- William FitzGeoffrey de Mandeville, 3.º Conde de Essex (falecido em 1227) (extinto)

### Condes de Essex, terceira criação (1239)
- </img> Humphrey de Bohun, 1.º conde de Essex (falecido em 1275)
- Humphrey de Bohun, 2.º Conde de Essex (falecido em 1298)
- Humphrey de Bohun, 3.º Conde de Essex (falecido em 1322)
- John de Bohun, 4.º Conde de Essex (falecido em 1336)
- Humphrey de Bohun, 5.º Conde de Essex (1309–1361)
- Humphrey de Bohun, 6.º Conde de Essex (1342–1373) (extinto)

### Condes de Essex, quarta criação (1376)
- </img> Thomas de Woodstock, Conde de Essex (1355–1397) (perdido)

### Condes de Essex, quinta criação (1461)
- </img> Henry Bourchier, 1.º conde de Essex (falecido em 1483)
- Henry Bourchier, 2.º Conde de Essex (falecido em 1540) (extinto)

### Condes de Essex, sexta criação (1540)
- </img> Thomas Cromwell, Conde de Essex (1485–1540) (perdido)

### Condes de Essex, sétima criação (1543)
- </img> William Parr, Marquês de Northampton (c. 1512–1571) (perdido em 1553; restaurado em 1559; extinto em 1571)

### Condes de Essex, oitava criação (1572)
- </img> Walter Devereux, 1.º Conde de Essex (1541–1576)
- Robert Devereux, 2.º Conde de Essex (1566–1601)
- Robert Devereux, 3.º Conde de Essex (1591–1646) (extinto)

### Barões Capell de Hadham (1641)
- </img> Arthur Capell, 1.º Barão Capell de Hadham (1604–1649)
- Arthur Capell, 2.º Barão Capell de Hadham (1631–1683) (criado Conde de Essex em 1661)

### Condes de Essex, nona criação (1661)
- Arthur Capell, 1.º Conde de Essex (1631-1683)
- Algernon Capell, 2.º Conde de Essex (1670–1710)
- William Capell, 3.º Conde de Essex (1697–1743)
- William Anne Capell, 4.º Conde de Essex (1732–1799)
- George Capel-Coningsby, 5.º Conde de Essex (1757–1839)
- Arthur Algernon Capell, 6.º Conde de Essex (1803–1892)
  - Arthur de Vere Capell, Visconde Malden (1826–1879)
- George Devereux de Vere Capell, 7.º Conde de Essex (1857–1916)
- Algernon George de Vere Capell, 8.º Conde de Essex (1884–1966)
- Reginald George de Vere Capell, 9.º Conde de Essex (1906–1981) (inativo em 1981)
- Robert Edward de Vere Capell, 10.º Conde de Essex (1920–2005) (revivido em 1989)
- (Frederick) Paul de Vere Capell, 11.º Conde de Essex (nascido em 1944)

O herdeiro presuntivo é o primo de quarto grau do atual titular, William Jennings Capell (nascido em 1952).</br> O herdeiro aparente do herdeiro é seu único filho Kevin Devereux Capell (nascido em 1982)